# Grafmonument van de gebroeders Hezenmans
Het grafmonument van de gebroeders Hezenmans is een monument op begraafplaats Orthen in de Nederlandse stad 's-Hertogenbosch.

## Achtergrond
Joannes Cornelis Antonius (Jan) (1833-1909) en zijn jongere broer Lambertus Christianus (Lambert) Hezenmans (1841-1909) overleden twee maanden na elkaar in 1909. Jan was stadsarchivaris en kerkmeester van de Sint-Janskathedraal in Den Bosch. Lambert was architect en kunstenaar, hij had onder meer de leiding over de restauratie van de Sint-Jan en ontwierp de Bisschopskapel op de begraafplaats. De broers werden ten westen van de kapel begraven. De neogotische grafplaten waren ontworpen door Ludovicus van Valkenburg, een van Lammerts opzichters, en gemaakt in het atelier van N. Glaudemans en Zn.

## Beschrijving
Het grafmonument bestaat uit twee identieke tombes met liggende stenen zerken. Aan de bovenzijde van de zerken is een verdiepte, geornamenteerde cirkel aangebracht, waarin een bas-reliëf is te zien bestaande uit een wapenschild aan een lint met daarop het zijaanzicht van de Sint-Jan. Onder de kerk zijn bij Jan twee gekruiste ganzenveren geplaatst, bij Lambert een passer, beide figuren vergezeld van twee bloemen. Op beide stenen is in gotische letters een opschrift aangebracht.
Op de linkersteen:

Hier ligt begraven den Wel. Ed. Gestr. heer Joannes Cornelius Antonius Hezenmans in zijn leven kerkmeester van de Kathedraal van St. Jan. Archivaris dezer stad en ridder in de orde van Oranje Nassau. Overleden te 's-Bosch den XVI februari MCMIX.
En zijne zuster Mej. Antonia Maria Hezenmans. Overleden te 's-Bosch den XXIII April MDCCLXXXVI. R.I.P.

Op de rechtersteen:

Hier ligt begraven den Wel. Ed. Gestr. heer Lambertus Christianus Hezenmans in zijn leven architect der restauratie van de Kathedraal van St. Jan. Officier in de orde van Oranje Nassau, Ridder in de orde van den H. Gregorius de Grote en Pro Ecclesia et Pontifice. Overleden te 's-Hertogenbosch den XXVIII April MCMIXen zijne echtgenote Mevrouw Joanna Clasina Jeuken, overleden te 's-Bosch XXII April MCMXV. R.I.P.

## Waardering
Het grafmonument werd in 2002 als rijksmonument in het Monumentenregister opgenomen, vanwege de "cultuurhistorische waarde als bijzondere uitdrukking van een sociale en geestelijke ontwikkeling, in het bijzonder de ontwikkeling van de katholieke grafcultuur, het is tevens van belang als illustratie van de typologische ontwikkeling van het grafmonument. Het graf is van belang vanwege de vooraanstaande plaats die de gebroeders Hezenmans in de Bossche maatschappij van rond 1900 innamen. Het graf heeft kunsthistorisch belang vanwege de toegepaste neogotische ornamentiek. Het graf heeft ensemblewaarden als onderdeel van een groter geheel met cultuurhistorische, architectuurhistorische en typologische samenhang. Het is gaaf bewaard gebleven en typologisch zeldzaam."